# Lupinus rupestris
Lupinus rupestris är en ärtväxtart som beskrevs av Carl Sigismund Kunth. Lupinus rupestris ingår i släktet lupiner, och familjen ärtväxter. Inga underarter finns listade i Catalogue of Life.